# CSS Virginia
Pour les articles homonymes, voir Virginia et Merrimac.
Le cuirassé CSS Virginia, alias Merrimac ou Merrimack, est un navire de la guerre de Sécession. C'est le premier cuirassé mis en œuvre par la Marine des États confédérés d'Amérique, les sudistes.
Malgré sa brève existence, il reste célèbre pour avoir pris part au premier combat de l'Histoire mettant aux prises des navires cuirassés sans mâture, à Hampton Roads.

## Contexte historique en 1861
La guerre de Sécession a commencé le 12 avril 1861. La première bataille de Bull Run assure la tranquillité du Sud pour un temps.
Toutefois, le Sud n'a pas de marine. Son économie agricole est pourtant axée sur l'exportation de coton vers l'industrie des grandes puissances économiques d'Europe occidentale, la France et surtout le Royaume-Uni. Il a donc besoin d'en créer une rapidement pour battre en brèche le blocus maritime instauré par la flotte des États-Unis et prévenir son économie de l'asphyxie.

## Historique de la coque

### LeMerrimackd'origine

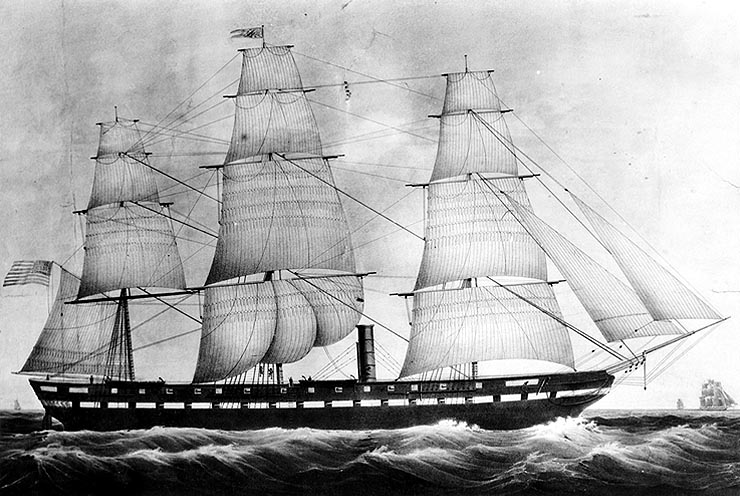
La frégate Merrimack d'origine

La frégate USS Merrimack (1855) est l'une des six frégates à vapeur dont la construction est autorisée par le Congrès des États-Unis en 1854. Ce trois-mâts de 3 500 tonnes et 40 canons, est lancé le 15 juin 1855 à Boston. Son nom vient d'une rivière du New Hampshire qui se jette dans l'Atlantique au terme d'un trajet de 300 kilomètres environ.
Cette frégate avance à la voile et est aussi équipée d'une hélice comme force propulsive d'appoint. Mais sa machine à vapeur sera source de problèmes à répétition. Son armement est de quarante canons, répartis en vingt-quatre canons de 9 pouces Dahlgren, deux de 10 pouces et quatorze de 8 pouces.
Au déclenchement des hostilités, la frégate Merrimack est en réparation à l'arsenal de Gosport, près de Norfolk en Virginie. Ses machines à vapeur, qui n'ont jamais donné satisfaction, ont besoin d'une révision complète et ont été démontées.
Le 17 avril 1861, à l'approche des troupes rebelles, ses machines sont remontées en urgence mais sa tentative d'appareillage tourne court, les sudistes ayant sabordé des embarcations en aval de l'arsenal, bloquant ainsi le passage. Les nordistes évacuent la région. En partant, dans la nuit du samedi 20 avril, ils mettent le feu à l'arsenal ainsi qu'aux navires restants dont le Merrimack. La mâture et les superstructures de la frégate brûlent mais elle coule avant que le reste de sa coque ne soit ravagé.

### Récupération

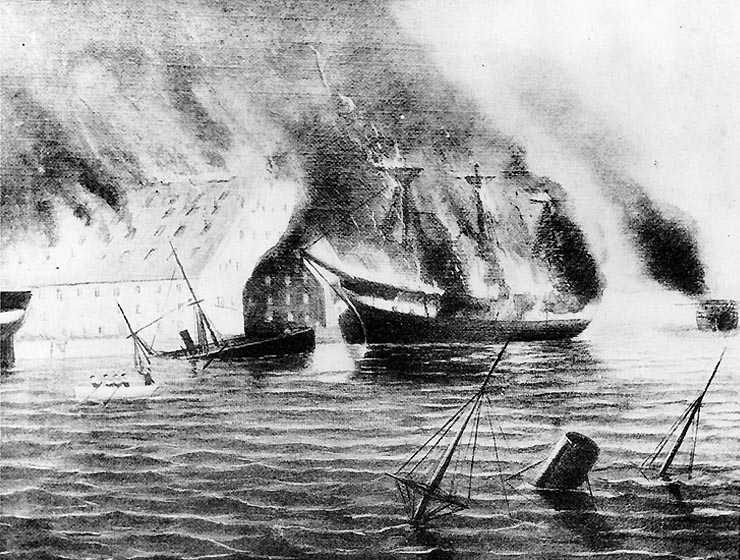
La frégate Merrimack en flammes

Il semble plus rapide aux sudistes de partir de navires déjà existants pour créer leur marine plutôt que de construire totalement de nouvelles unités : ainsi, la valeur du Merrimack renfloué est estimé à 250 000 $ ; sa remise en état comme frégate, à 450 000 $ au moins. La transformation en cuirassé est, elle, estimée à 172 523 $. Ceci explique l'intérêt porté à l'épave du Merrimack.
Une société privée locale, moyennant 6 000 $, effectue le renflouage de l'épave qui avait coulé dans l'Elizabeth River, en eaux peu profondes, et la transporte, le 24 mai 1861, dans la cale sèche de l'arsenal que les nordistes ont négligé de saboter.
Le bateau est remis en état, modifié, et réceptionné le 17 février 1862 par la Marine de la Confédération sous le nom de Virginia. Mais son nouveau nom sera tout bonnement ignoré par les nordistes qui feront toujours référence au Merrimack. Même les sudistes utiliseront fréquemment le nom d'origine.

## Transformation
Le Merrimack d'origine était un voilier. Il va devenir un monstre cuirassé uniquement propulsé à la vapeur, sans le moindre mât ni la moindre voile. Ne disposant pas des ressources nécessaires pour constituer une marine de guerre classique pouvant rivaliser avec la marine de l'Union, les Confédérés font le choix de renflouer et de transformer l'épave.

### Allure générale
Une grange flottante, lit-on généralement dans les relations faites par les témoins, dont seul le toit émerge. Sa longueur est de 275 pieds (83,8 m) et sa largeur 38 pieds 6 pouces (11,6 m). La casemate fait 178 pieds de long (54 m) ; sa hauteur est de 7 pieds (2,1 m). Le tirant d'eau atteint 23 pieds (près de 7 mètres), plus du double de celui du Monitor, son futur adversaire. Son déplacement est quatre fois celui du Monitor.
Le nouveau cuirassé présente maintenant un décalage avec les ponts d'origine. Le pont principal est devenu le toit de la casemate. Le pont batterie est le pont principal. En dessous, on retrouve un pont inférieur puis la cale. On passe d'un pont à l'autre par l'intermédiaire d'escaliers placés au centre du navire, suffisamment larges pour que deux hommes puissent s'y croiser.
Le pont inférieur présente, à l'avant, les cabines des officiers. Par manque de temps, elles ne sont constituées que de cloisons en toile, démontées, selon l'usage, lors du branle-bas de combat. Celle du capitaine reste et sert alors de poste de soins. Les quartiers dévolus à l'équipage se trouvent donc maintenant au-dessous du niveau de l'eau, et sont particulièrement insalubres, par l'humidité constante qui y règne, aggravée par la chaleur que diffusent les chaudières. L'avant de la cale abrite la soute à charbon. Derrière, on trouve les chaudières, sur leur socle de briques.
Alors que le navire est quasiment terminé, on découvre une erreur de calcul : le Merrimack est beaucoup plus haut sur l'eau que prévu. En conséquence, la proue dépasse hors de l'eau ; mais cette proue n'est pas cuirassée. Elle ne l'avait pas été puisque les plans prévoyaient que la proue serait submergée. En conséquence, il faut l'alourdir de plusieurs tonnes de gueuses de fonte.

### Cuirasse
Les sudistes vont construire une casemate de 178 pieds de long et 7 de hauteur. Sa forme est globalement celle d'une baignoire retournée. Sur une structure en poutres de pin et de chêne, de deux pieds d'épaisseur (61 cm), vont être posées deux couches superposées de plaques de tôle de fer.
Déjà un problème se pose : seule la fonderie de Tredegar, près de la capitale du Sud, Richmond, est capable de fournir les plaques de blindage nécessaires. Mais elle ne peut fournir que des plaques de 1 pouce d'épaisseur, ses machines n'étant pas réglées pour une épaisseur supérieure. Les flancs de la casemate sont inclinés d'environ 35 degrés pour dévier plus facilement les projectiles l'atteignant.
Mais un essai est fait pour apprécier la résistance du blindage proposé par la fonderie. Le lieutenant Catesby ap Roger Jones (en) fait construire la réplique d'une portion de la casemate. Il la recouvre de trois plaques de blindage d’un pouce, superposées. Il tire alors dessus avec un canon distant de 327 yards (299 m). Le coup perce le blindage, pénétrant la structure. Il recommence avec deux plaques mais de deux pouces d'épaisseur, et un canon plus puissant. Cette fois, seule la première couche est traversée. La seconde est fissurée mais la structure reste intacte.
En conséquence, la fonderie de Tredegar reçoit l'ordre de fournir des plaques de 2 pouces et va fonctionner à la limite de ses capacités 7 jours sur 7 jusqu'en février 1862 pour fournir les plaques. Celles-ci feront 10 pieds de long (3,05 m) sur 6 pouces de large (15 cm). Leur épaisseur sera de 2 pouces, le maximum possible pour Tredegar. La fonderie en fournira 725 tonnes, qui lui seront payées 123 615 $.
La première couche du blindage est faite de plaques horizontales sur laquelle seront placées verticalement celles de la seconde. Les deux extrémités de la casemate étant arrondies, seront difficilement réalisées, Tredegar manquant de presses hydrauliques capables de préformer les plaques. Le blindage descend bas sur les flancs, 3 pieds sous le niveau de l'eau, protégeant totalement la coque.
Le toit de la casemate n'est pas blindé. Sur les flancs sont percés quatre ouvertures pour les canons. Ces ouvertures sont protégées par des mantelets qu'une chaîne permet de relever sur le côté pour pouvoir tirer. Les deux extrémités arrondies de la casemate sont percées de trois embrasures, pour permettre à un canon monté sur pivot de tirer dans différentes directions. En supplément, la cuirasse est couverte d'une bonne couche de graisse pour l'empêcher de rouiller, mais aussi dans l'espoir de mieux faire ricocher les projectiles l'atteignant.

### Machines

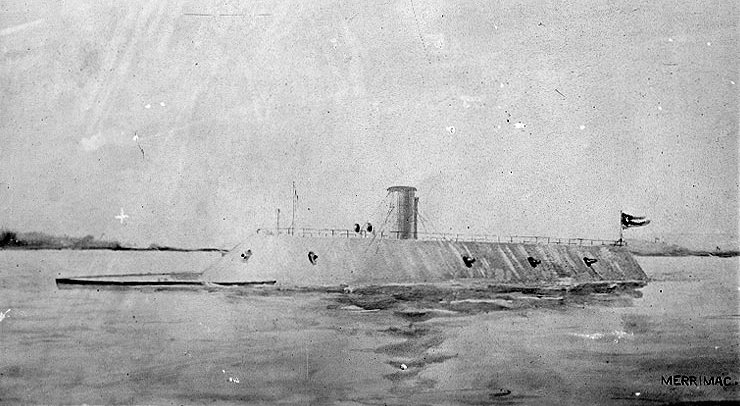
On distingue l'éperon à l'avant

Les Confédérés n'ont pas le choix : faute d'avoir la capacité de construire rapidement de nouvelles machines pour leur navire, il faut remettre en état celles d'origine. Déjà sources de nombreux problèmes, celles-ci n'ont pas été arrangées par le naufrage. C'étaient elles qui avaient justifié l'immobilisation du navire pour être remplacées. Mais le Sud, incapable de construire de nouvelles machines ou d'en trouver d'autres, ne peut faire autrement que de les remettre en état. Elles se composent de quatre chaudières alimentant deux moteurs à vapeur. La puissance donnée est de 972 chevaux-vapeur. Le bon fonctionnement des chaudières dépend du tirage : pour cela le rôle de la cheminée est primordial. Officiellement, elles étaient capables de donner douze nœuds ; en réalité, le Virginia en atteindra péniblement quatre.
L'hélice en bronze est à deux pales. Contrairement au Monitor, elle n'est pas protégée, tout comme le gouvernail. Pour alimenter les chaudières, le Virginia embarque 150 tonnes de charbon. Comme il n'y a pas de réserves disponibles à l'Arsenal de Gosport, il faudra chercher tout le charbon disponible dans la région. La cale à charbon est située à l'avant du navire. Ce détail aura son importance lors du combat avec le Monitor. Sa consommation, sous sa première apparence, était donnée pour 2 800 livres de charbon à l'heure. On peut estimer sans crainte qu'elle sera bien plus importante désormais.

### Éperon
Le Virginia est aussi doté à la proue d'un éperon en fer, d'un poids de 1 500 livres, en forme de bec. Il se trouve à un mètre sous la surface de l'eau. On envisage donc de se servir du nouveau cuirassé autant comme un bélier que comme une batterie flottante. Malheureusement, cet éperon est mal fixé. Ceci aura des conséquences importantes quand le Virginia ira au combat. Si l'on en croit C.G. Hearn, ceci ne serait que la conséquence de dissensions entre les différents constructeurs du cuirassé, chacun d'eux cherchant à discréditer l'autre.

## Mise en œuvre

### Équipage
Le cuirassé sudiste est commandé par le commandant Franklin Buchanan. Né en 1800, il est captain lorsque l'on s'attend à la déclaration de sécession du Maryland. Il présente alors sa démission. Buchanan va tenter de revenir sur sa démission par la suite, au moment où il s'avère que cet état va rester dans l'Union, sans que l'on puisse affirmer que les deux faits sont liés. L'Union refuse de ne pas tenir compte de sa lettre de démission, et va le pousser à offrir ses services à la Confédération. Buchanan est nommé officier amiral (« flag officer ») de la Marine Confédérée de Virginie. À ce titre, il prend le commandement du navire le plus puissant, le CSS Virginia.
Son commandant en second est le lieutenant Catesby ap Roger Jones. Né en 1821, il est entré dans la Marine en 1836. En 1851, il fait partie de l'équipe de J. A. Dahlgren qui met en place un nouveau système de canons de marine. Il servira ensuite sur la frégate Merrimack en tant qu'officier d'artillerie. Il démissionne, rejoint la Confédération et est nommé commandant en second du cuirassé Virginia, fonction qu'il tiendra jusqu'au 25 mars 1862. À la suite de la blessure du commandant Buchanan, il prendra le commandement et c'est lui qui dirigera le cuirassé sudiste lors de son combat avec le Monitor.
Les autres officiers comprennent un officier mécanicien, le lieutenant Ramsay, six lieutenants et sept enseignes. On ajoutera un capitaine de fusiliers marins (marines) un chirurgien et un officier-payeur. L'équipage devait être composé de 320 marins.
Si trouver des officiers ne semble pas trop compliqué, il n'en va pas de même des matelots. La Confédération n'ayant pas de marine, les matelots sont soit au Nord, soit déjà engagés dans les unités de l'Armée de Terre. Le lieutenant John Taylor Wood est envoyé chercher des volontaires. Il en trouvera une grande partie dans les régiments du général Magruber qui défend la Péninsule. À Yorktown, où stationnent deux bataillons venant de La Nouvelle-Orléans, dans les rangs desquels il pense trouver d'anciens marins, il reçoit l'autorisation de haranguer les soldats. Deux cents environ se portent volontaires. Wood en choisit quatre-vingts ayant une expérience de la mer ou de la manœuvre du canon. Il recommence à Richmond et Petersburg et finit par compléter son équipage.
Le 8 mars, si l'on retire les malades et les absents, le nombre réel doit plutôt être proche de 200, 160 marins et 28 fusiliers marins (marines) si l'on en croit l'état des effectifs cité par le site civilwarhome, mais 250-260 si l'on suit l'estimation du médecin de bord, Dinwiddie B. Philipps. Le navire embarque, en plus des détachements d'artilleurs comme ceux du United Artillery of Norfolk, 31 hommes commandés par le capitaine Kevill.

### Armement
Le CSS Virginia est armé de 10 canons. De chaque côté, il y en a quatre. Ce sont trois canons à âme lisse, de type Dahlgren 9 pouces, similaires à ceux qui équipaient le Merrimack d'origine. En plus, on installe 2 canons rayés de 6,4 pouces Brooke. À chaque extrémité, est installé un canon rayé de 7 pouces Brooke, sur pivot. Grâce à trois embrasures, ces canons peuvent tirer dans l'axe du navire ou sur le côté.
Les canons peuvent tirer des obus explosifs, des projectiles pleins ou des boîtes à mitraille. Le Virginia emmène en plus des boulets sous-calibrés qui pourront être chauffés et utilisés à la manière des boulets rouges d'antan. Seul, de chaque côté, le canon Dahlgren le plus proche des chaudières est équipé pour tirer de tels projectiles.
Le 8 mars 1862, quand le Virginia part combattre les nordistes, à Hampton Roads, il n'emporte que des obus explosifs car ils seront plus efficaces, pense-t-on avec raison, contre les navires à coque en bois qu'il va attaquer. Les seuls boulets pleins restants à bord sont ceux destinés à être chauffés. Quand il retournera finir le travail, le dimanche, il n'aura pas refait le plein de munitions et, contre le cuirassé Monitor, ses obus explosifs n'auront que peu d'effets.
Autre problème pour les confédérés, la poudre. Il n'y en a pas de disponible à Gosport. Il faudra littéralement aller faire la quête dans les unités militaires de la région pour lui permettre de compléter ses soutes.

### Navigation
La timonerie est placée à l'avant, en haut de la sorte de cône que forme la cuirasse. Cinq pilotes peuvent y prendre place. D'étroites meurtrières permettent de voir à l'extérieur et diriger le navire. On y accède par une échelle, à partir du pont batterie. Les machines sont celles du Merrimack d'origine. Elles n'étaient déjà pas satisfaisantes, et le naufrage ne les a pas arrangées : en témoigne la demande du commandant Buchanan à son chef mécanicien, telle que celui-ci l'a rapporté.
De plus, la longueur du bâtiment et la faiblesse de ses machines ont pour conséquence qu'il lui faut environ une demi-heure pour pouvoir faire un demi-tour. Avec son tirant d'eau excessif, 23 pieds soit près de 7 mètres, il lui faut rester dans le milieu du chenal, ce qui explique certaines évolutions curieuses lors du combat.

## Le combat de Hampton Roads, 8-9 mars 1862, vu duVirginia

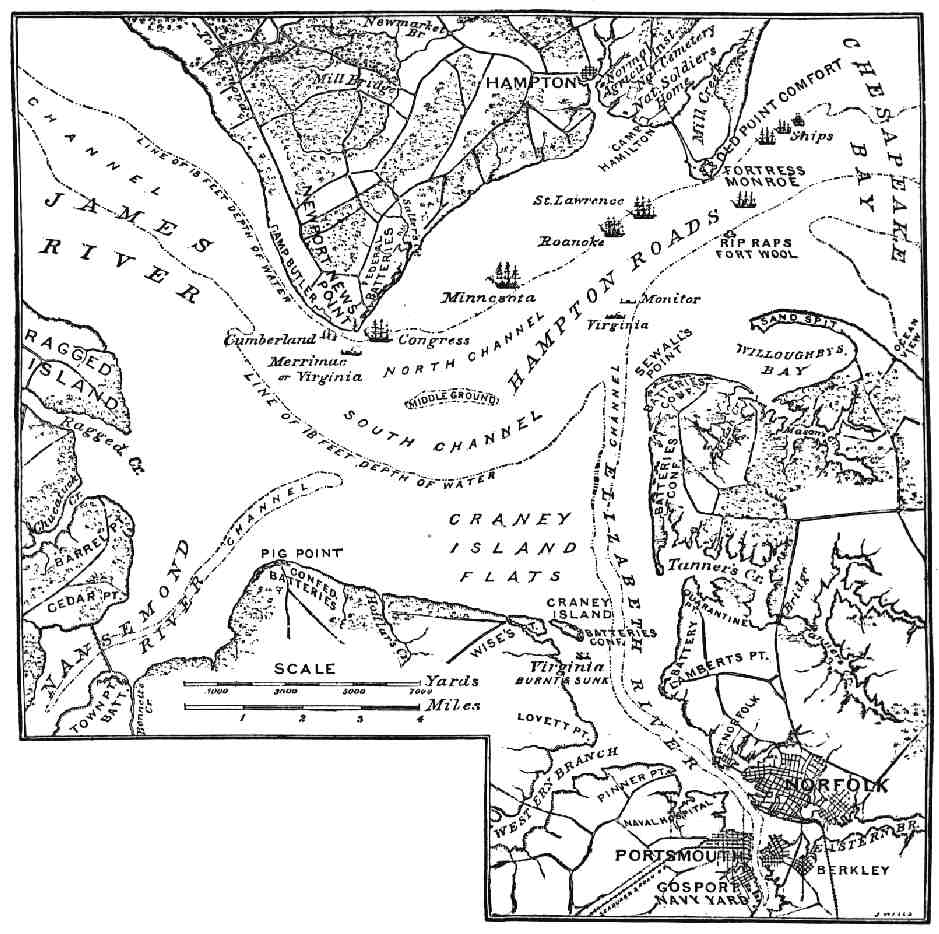
Carte de Hampton Roads

La carte ci-contre montre les lieux du combat. On notera la limite donnée de la profondeur d'eau minimale de 18 pieds (« line of 18 feet depth of water »), en gardant en mémoire que le Virginia a un tirant d'eau de 23 pieds. Et on aura une meilleure idée des limitations imposées pour les évolutions du cuirassé et des inquiétudes des pilotes embarqués.

### Le premier jour, samedi 8 mars
Le 8 mars 1862, à 11 heures du matin, le Virginia quitte son mouillage et commence à descendre la Elizabeth River. Il est accompagné par deux remorqueurs, le Raleigh et le Beaufort. Il arbore le pavillon sudiste sur son arrière et, sur son avant, le pavillon bleu, marque de l'officier commandant les forces navales de la Confédération en Virginie.
Plusieurs de ses marins, dans les relations qu'ils ont laissées, rapportent les encouragements et les larmes de la population au départ de la flottille. Le cuirassé est déjà si difficile à manœuvrer que c'est à la remorque du Beaufort qu'il arrive sur Hampton Roads.
Le commandant Buchanan a décidé de couler d'abord la frégate Cumberland, le navire nordiste le plus à l'ouest, apparemment parce que son artillerie serait, selon les renseignements sudistes, la plus redoutable. En passant, il passe à portée du Congress et lui envoie une bordée qui cause de gros dégâts. Lui-même devient la cible des canons du Congress et des batteries côtières mais les projectiles ricochent ou se brisent sur sa cuirasse.
Le Cumberland pivote pour que son artillerie puisse tirer sur l'arrivant. Mais, ce faisant, il présente son flanc, facilitant la tâche du Virginia. Son tir est sans effet mais le canon avant du cuirassé sudiste, tirant à mitraille, lui cause de nombreuses pertes humaines.

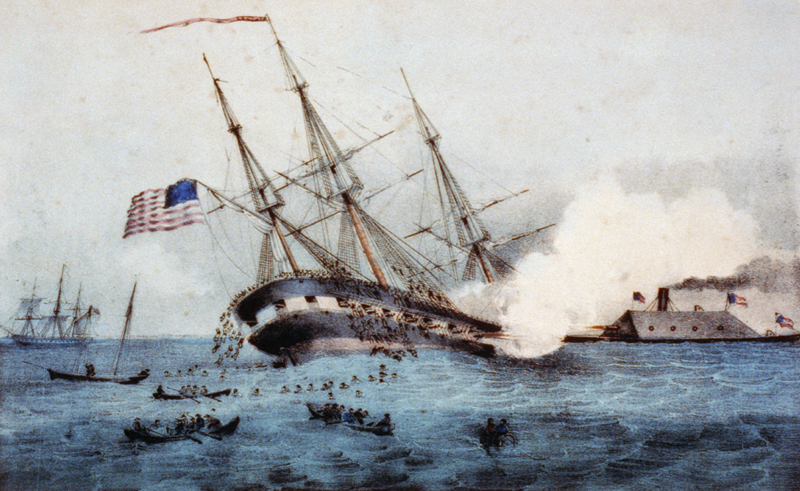
Éperonnage du Cumberland

Le Virginia éperonne le Cumberland. Il file alors à toute vapeur et, se souvient le lieutenant Ramsay, avant le choc deux coups de cloche donnent l'ordre de stopper puis, presque immédiatement, trois coups donnent celui de battre en arrière. Le commandant Buchanan se montre donc prudent dans l'usage de son arme d'étrave. Le choc est peu sensible pour le sudiste, pourtant il fracasse les protections anti-torpilles et enfonce le flanc du voilier, le brisant « comme une coquille d'œuf ». Il se dégage, avec difficulté selon certains témoins, laissant un trou « suffisamment large pour laisser passer un cheval et son chariot » dira le commandant Buchanan.
La frégate nordiste sombre, sans cesser de tirer. Un de ses obus explosera sur le sabord avant causant les seules pertes humaines à l'équipage du Virginia pendant tout le combat, tuant deux des marins occupés à recharger leur canon, en blessant plusieurs autres. D'autres coups viendront endommager deux des canons bâbord du sudiste, leur enlevant un morceau du tube ; ce qui ne les empêchera pas de continuer à tirer, même si chaque tir, désormais, met le feu à la charpente autour du sabord !
L'éperon du cuirassé sudiste a été brisé dans l'action. Il lui fera défaut le lendemain.
Le Virginia, toujours sous le feu des batteries côtières auxquelles il répond avec succès, affirme le lieutenant Wood dans le récit qu'il a laissé de l'engagement, et sous le feu du Congress, décide d'attaquer maintenant ce dernier. Pour ce faire, il a besoin de faire demi-tour, manœuvre longue et délicate pour lui.
Il se place sur l'arrière du Congress. Celui-ci ne peut lui opposer que deux canons vite démontés. Sans défense, échoué, le navire nordiste amène son pavillon. Mais le feu venant de la terre ne s'arrête pas et empêche les sudistes de s'emparer du navire. Le commandant du Virginia est grièvement blessé par une balle et donne l'ordre d'incendier le navire nordiste, ce qui est fait avec des obus incendiaires et des boulets rouges.
Abandonnant le Congress en flammes, le Virginia fait route maintenant vers le troisième de ses cinq adversaires, le Minnesota. Celui-ci s'est échoué aussi. Il échappe cependant au sort des précédents car la marée descendante ne permet pas au cuirassé sudiste de s'approcher suffisamment. Le canon pouvant tirer des boulets rouges sur bâbord est l'un de ceux endommagés par le Cumberland, et les pilotes affirment que le risque d'échouement devient trop important avec la marée qui descend.
Le Virginia victorieux et sa flottille vient s'ancrer sous les batteries de Sewell's Point. Ce n'est que vers minuit que l'équipage pourra dîner. Il passera la nuit à côté de ses canons. Il n'y aura pas de ravitaillement en charbon, ni en munitions.

### Le second jour, dimanche 9 mars

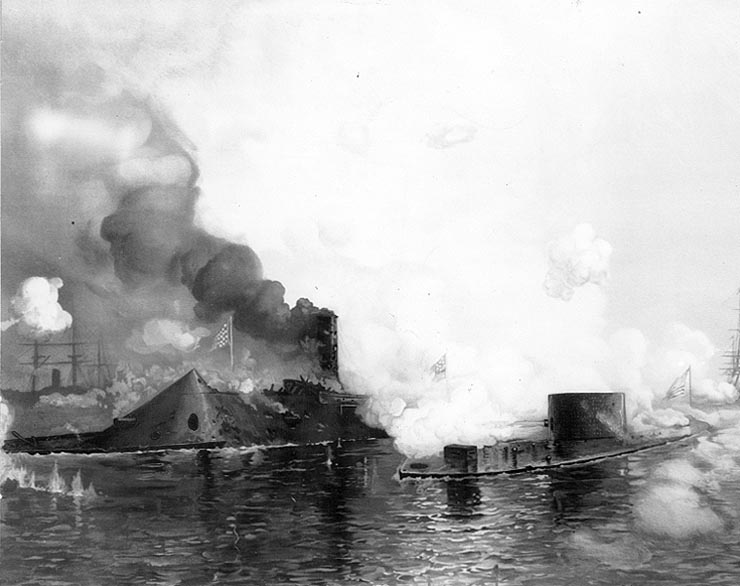
Le combat des cuirassés

Le 9 mars 1862, au lever du soleil, le Virginia revient sur Hampton Roads, au confluent de la James River et de la Chesapeake, pour affronter ce qui reste de l'escadre nordiste. Il doit aller vers l'ouest mais pour rester dans le chenal où il a suffisamment d'eau sous la quille, il doit d'abord aller vers l'est puis tourner. Le brouillard gène la visibilité et le cuirassé sudiste attend qu'il se dissipe suffisamment. Vers 8 h 30, il reprend sa route vers les navires nordistes qu'il a l'intention d'envoyer par le fond. Le lieutenant Jones voit ce qu'il avait d'abord pris pour une barge de ravitaillement se détacher du Minnesota et se diriger vers lui. Le bruit sonore d'un boulet frappant et rebondissant sur la cuirasse montre que le nouveau venu est le « cuirassé d'Ericsson », le Monitor.
Pendant près de quatre heures, les deux monstres cuirassés vont se canonner sans résultat, souvent à bout portant. Ils se sépareront alors, persuadés chacun de leur victoire.
Le tir, de chaque côté, est assez lent. Le Virginia tire par bordées, c'est-à-dire que tous les canons d'un même côté font feu en même temps. Il lui faut donc attendre que tous les canons soient prêts avant de tirer. De plus, il lui faut attendre que le Nordiste entre dans le champ de tir, limité, de ses canons, qui sont placés sur les côtés ; ou bien essayer de manœuvrer pour pouvoir le prendre pour cible. Comme le Monitor tire, lui, toutes les 8-10 minutes, le combat semble épisodique. Ce sont les batteries côtières des deux camps, et les batteries des autres vaisseaux nordistes présents, tirant sans discernement sur les deux cuirassés, qui assurent le spectacle entre-temps.

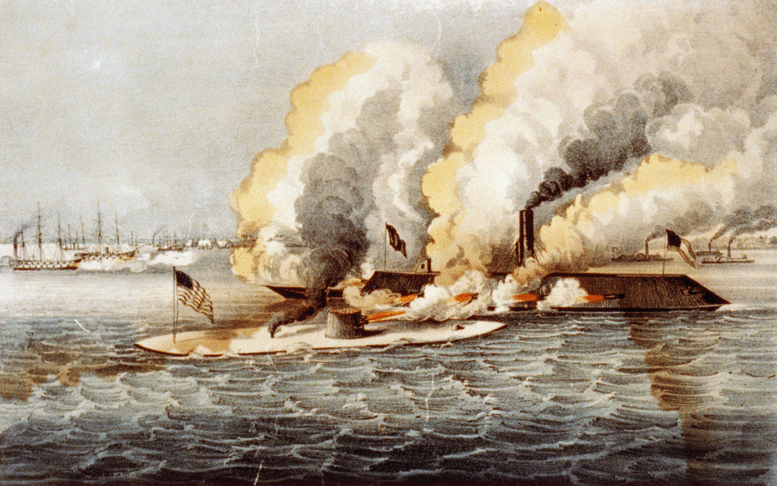
Combat rapproché entre les deux navires

Les marines embarqués tirent comme ils peuvent par les sabords. Ils visent les sabords de la tourelle du Monitor et la timonerie. Ils ne semblent pas avoir causé grand dommage, bien que le commandant nordiste croie nécessaire de rappeler cette menace à son équipage.
Le commandant du Virginia, le lieutenant Catesby ap Jones, pense obtenir un résultat plus rapide en éperonnant le Monitor plutôt qu'en le canonnant. Bien que son éperon soit resté la veille dans le flanc du Cumberland, il pense que la masse de son navire devrait suffire pour que le choc soit fatal au petit nordiste. Il lui faudra près d'une heure de manœuvres pour trouver une position favorable. Mais il ne peut porter son coup à pleine vitesse, faute de pouvoir prendre son élan. Le choc est sans résultat pour le Monitor, mais cause une inquiétante voie d'eau à son agresseur.
Plus tard, le Virginia, qui fait route au nord, se plante dans un banc de vase. Toujours sous le feu du Monitor, des autres navires nordistes et des batteries côtières, il doit impérativement se dégager ou terminer piteusement sa carrière, échoué. La machine est poussée à son maximum mais cela ne suffit pas. Dans une tentative désespérée, les mécaniciens vont jeter dans la chaudière tout ce qui peut brûler, au risque de la faire exploser. Ils vont ainsi y jeter de la térébenthine, bloquer les valves de surpression. Finalement, toujours sous les tirs de ses adversaires, le Virginia glisse lentement en arrière et retrouve sa liberté de mouvement.
Constatant l'absence de résultats des tirs sur la cuirasse de son petit adversaire, le commandant Jones donne l'ordre de viser la timonerie, sur l'avant du Monitor. C'est à ce moment que le Monitor tente d'éperonner son adversaire, visant l'arrière dans le but de détruire l'hélice et le gouvernail, non protégés. Il rate sa cible de peu. Le lieutenant Wood, qui commande la pièce arrière, voit le cuirassé nordiste défiler devant son canon. Il fait viser la timonerie. L'obus éclate juste sur cette cible. Pas de dégâts apparents, mais le Monitor semble perdre la tête. Il continue sa route, au nord, où les eaux sont trop peu profondes pour que le Virginia puisse le suivre.
Le cuirassé sudiste attend près de trois quarts d'heure, dit-il, le retour de son adversaire, toujours sous le feu des batteries côtières et, épisodiquement, sous les bordées du Minnesota. Persuadé que son adversaire a pris la fuite, il entreprend la tâche toujours laborieuse pour lui, de virer vers la frégate Minnesota. Il pense couler le nordiste échoué, sans défense.
Mais le sort ne lui est plus favorable. Les pilotes du Virginia, alarmés par la marée descendante, craignent de ne pouvoir éviter l'échouement du cuirassé, ce qui le laisserait à la merci de ses ennemis. L'accès à l'Elizabeth River devenant impossible, il faudrait passer la nuit à portée des nordistes, sans espoir de ravitailler. La discussion est vive entre les pilotes et les officiers qui voudraient d'abord incendier la frégate nordiste mais, finalement, le commandant Jones donne l'ordre de quitter Hampton Roads et de regagner Norfolk.
Le Virginia qui s'éloigne est toujours en état de combattre. Certes, la perte, la veille, de son éperon l'a privé d'une arme efficace. Mais sa cuirasse, martelée par les canons nordistes, est quasiment intacte. En revanche il manœuvre toujours plus mal. Sa cheminée criblée, par manque de tirage, diminue la puissance déjà faible de ses chaudières. La consommation de ses réserves de charbon l'a fait remonter sur l'eau et l'avant de sa coque, non protégée, est presque offerte aux coups de ses adversaires. Ravitaillé, il serait prêt à reprendre le combat, contrairement à ce que clament les nordistes.
Le Virginia reviendra sur Hampton Roads plusieurs fois, mais les deux cuirassés éviteront soigneusement de se retrouver face à face. De chaque côté, on veut éviter de flétrir les lauriers généreusement auto-accordés lors du premier combat.

## Destruction

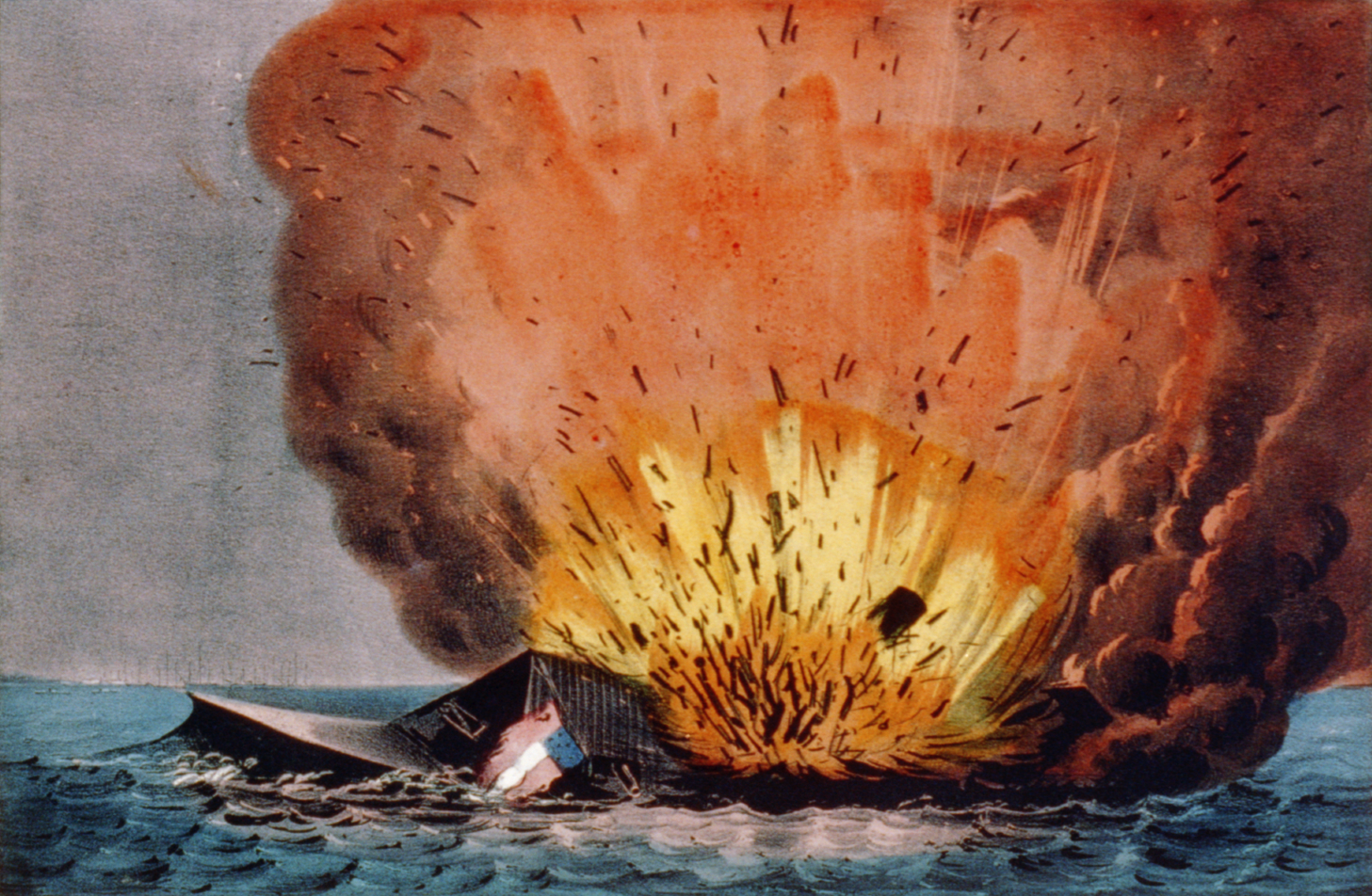
Destruction du navire le 11 mai 1862.

En mai 1862, les troupes de l'Union menacent Norfolk et son arsenal. Les sudistes veulent faire partir le CSS Virginia et lui faire remonter la James River, vers Richmond, capitale de la Confédération avant d'évacuer la région.
Mais le tirant d'eau du bâtiment est trop important. Son équipage l'échoue, le 11 mai 1862, près de Craney Island. Une tentative est faite pour l'alléger, mais de l'avis des pilotes, c'est insuffisant pour espérer gagner Richmond. Son commandant décide alors de le faire sauter. Ainsi, comme son adversaire, le Monitor, le Virginia ne verra pas la fin de sa première année d'existence.

## Conséquences
Les deux camps ayant revendiqué la victoire à Hampton Roads, le Virginia deviendra le modèle à partir duquel seront dessinés les cuirassés fluviaux que la Confédération construira tout au long de la guerre.
Après la guerre, le modèle n'aura pas de suite, les différentes marines préférant le système à tourelle du Monitor à la casemate du Virginia ; mais surtout, préférant des modèles ayant des qualités marines plus évidentes que les combattants de ce premier duel de cuirassés. Cela n'empêchera pas la France d'acheter deux de ces genres de cuirassé aux États-Unis, l'un à casemate, type Merrimack, et l'autre à tourelle, type Monitor (le Dunderberg, rebaptisé Rochambeau, pour l'un, et le Onondaga, pour l'autre) . L'usage de l'éperon dans la destruction du Cumberland, usage conforté par la bataille de Lissa, en 1866, sera à l'origine de la vogue de cette arme jusqu'à la veille de la 1re Guerre mondiale.